# Lefcourt National Building
Le Lefcourt National Building est un gratte-ciel de 150 mètres construit à New York en 1928. 